# Duhounek aramacký
Duhounek aramacký (Scaturiginichthys vermeilipinnis) je sladkovodní paprskoploutvá ryba z čeledi duhounkovití (Pseudomugilidae). Jedná se o jediného zástupce monotypického rodu Scaturiginichthys. Pochází z australského Queenslandu, kde se vyskytuje endemicky v oblasti Edgbaston Springs poblíž města Aramac. Je zařazen na seznam kriticky ohrožených druhů IUCN.